# برج النخيل
برج النخيل ناطحة سحاب مقترحة في دبي بالإمارات العربية المتحدة من تنفيذ شركة نخيل وتصميم المهندس الأسترالي وودز بيجوت، وفي يناير 2009، أعلن أن المشروع تم تأجيله بسبب مشاكل مالية، وفي ديسمبر عام 2009م تم إلغاء المشروع بسبب زيادة المشاكل المالية لمجموعة نخيل ودبي العالمية.

## الموقع
تم اقتراح البرج في عام 2003 ليكون محور نخلة جميرا، إحدى أكبر الجزر الاصطناعية في العالم. كان من المقرر أن يطلق عليه اسم "القمة" ويرتفع من وسط قناة على جذع الجزيرة. كان من المقرر أن يبلغ الارتفاع 750 مترًا (2460 قدمًا) وأن يتكون المبنى من 120 طابقًا من الشقق الفاخرة. تم استبداله بفندق وبرج ترامب الدولي وانتقل إلى واجهة دبي البحرية. على الرغم من أن تسوية الأرض واستصلاح الأراضي قد بدأت على واجهة دبي البحرية، إلا أن بناء البرج لم يبدأ أبدًا بسبب قربه من مطار آل مكتوم الدولي.